# Il figlio di Django
Il figlio di Django è un film del 1967 diretto da Osvaldo Civirani.

## Trama
Tracy da bambino ha assistito alla morte di suo padre Django. Adesso segue le orme del padre, viene incaricato di uccidere un bandito che taglieggia un villaggio del West, anche se in realtà è lo stesso uomo che uccise il padre di Tracy.